# ليزيك دروغوز
ليزيك ملشيور دروغوز (بالبولندية: Leszek Melchior Drogosz)‏ (6 يناير 1933 – 6 سبتمبر 2012) هو ملاكم بولندي راحل، مثّل بلاده في الألعاب الأولمبية الصيفية في دورات 1952 و1956 و1960.

## روابط خارجية
- ليزيك دروغوز على موقع IMDb (الإنجليزية)

ليزيك دروغوز على موقع أوليمبيديا (الإنجليزية)
- ليزيك دروغوز على موقع اللجنة الأولمبية البولندية (مؤرشف) (البولندية)